# Mea culpa (série télévisée)
 (juillet 2020).
La mise en forme du texte ne suit pas les recommandations de Wikipédia : il faut le « wikifier ».
Les points d'amélioration suivants sont les cas les plus fréquents :
- Les titres sont pré-formatés par le logiciel. Ils ne sont ni en capitales, ni en gras.
- Le texte ne doit pas être écrit en capitales (les noms de famille non plus), ni en gras, ni en italique, ni en « petit »…
- Le gras n'est utilisé que pour surligner le titre de l'article dans l'introduction, une seule fois.
- L'italique est rarement utilisé : mots en langue étrangère, titres d'œuvres, noms de bateaux, etc.
- Les citations ne sont pas en italique mais en corps de texte normal. Elles sont entourées par des guillemets français : « et ».
- Les listes à puces sont à éviter, des paragraphes rédigés étant largement préférés. Les tableaux sont à réserver à la présentation de données structurées (résultats, etc.).
- Les appels de note de bas de page (petits chiffres en exposant, introduits par l'outil «  Source ») sont à placer entre la fin de phrase et le point final[comme ça].
- Les liens internes (vers d'autres articles de Wikipédia) sont à choisir avec parcimonie. Créez des liens vers des articles approfondissant le sujet. Les termes génériques sans rapport avec le sujet sont à éviter, ainsi que les répétitions de liens vers un même terme.
- Les liens externes sont à placer uniquement dans une section « Liens externes », à la fin de l'article. Ces liens sont à choisir avec parcimonie suivant les règles définies. Si un lien sert de source à l'article, son insertion dans le texte est à faire par les notes de bas de page.
- La présentation des références doit suivre les conventions bibliographiques. Il est recommandé d'utiliser les modèles {{Ouvrage}}, {{Chapitre}}, {{Article}}, {{Lien web}} et/ou {{Bibliographie}}. Le mode d'édition visuel peut mettre en forme automatiquement les références.
- Insérer une infobox (cadre d'informations à droite) n'est pas obligatoire pour parachever la mise en page.

Pour une aide détaillée, merci de consulter Aide:Wikification.
Si vous pensez que ces points ont été résolus, vous pouvez retirer ce bandeau et améliorer la mise en forme d'un autre article.
Pour les articles homonymes, voir Mea culpa.
Mea culpa était une série télévisée chilienne diffusée par la Televisión Nacional de Chile aux heures de grande écoute, animée par le journaliste Carlos Pinto. Il recrée avec des acteurs les crimes qui ont choqué l'opinion publique chilienne de manière digne de confiance, ce qui, dans ses émissions originales, lui a valu une large audience dans son pays d'origine. Sa première émission a eu lieu le 2 juin 1993, présentée par la journaliste Cecilia Serrano. La musique principale au début du programme a été composée par Edgardo Riquelme en 1993 qui a également composé certains thèmes utilisés comme musique incidente dans certains chapitres.
Compte tenu de sa dramatisation graphique des meurtres, viols ou autres crimes mettant en danger la vie humaine, cette série est exclusivement réservée aux adultes.

## Synopsis
Au début, le programme était présenté par la journaliste Cecilia Serrano, reconnue pour être l’animatrice, à l’époque du principal journal télévisé de TVN "24 horas", avec une introduction au cas, puis elle a continué avec la recréation du cas, un cas avec des thèmes différents chaque semaine. À la fin, le psychologue Giorgio Agostini Vicentini et l'avocat criminologue Andrés Domínguez Vial ont été discutés de l'affaire, ainsi qu'un invité selon le cas. Au cours des saisons suivantes, cela a changé et seules les récréations ont été présentées et, à l'intérieur de celles-ci, un expert du sujet a été consulté.
Lors de sa diffusion, il a battu les cotes d'écoute des programmes de ses concurrents dans son programme. Au début, ils ont été diffusés le mercredi, puis il a dépassé Martes 13 de Canal 13, entre 1993 et 1995. Bien que le programme pendant sa diffusion variait le jour de sa diffusion, son horaire a été maintenu, surpassant toujours les autres programmes.
Entre 2000 et mars 2003, il n'y a pas eu de nouveaux chapitres et ils n'ont rediffusé qu'après minuit. En avril 2003, une nouvelle saison revient après quatre ans de récréation et il bat la première saison Vértigo de Canal 13 les jeudis à 22h00. Puis en 2004, une autre saison revient pour lundi et bat Morandé con Compañía de Mega. Entre 2005 et 2008, il y a eu cinq saisons consécutives une chaque année.
Alors que l'émission n'a jamais été officiellement annulée et qu'un dernier épisode n'était pas nécessaire, étant une série épisodique, sa dernière saison est considérée comme diffusée entre 2008 et 2009. Une série de thèmes similaires a été diffusée plusieurs années plus tard, cette fois sur Canal 13, appelé «Irreversible», qui était presque le même, bien que sans les intervieweurs aux vrais coupables.
As of July 11, 2017, TVN uploaded the entire series to YouTube, where all 150 episodes are currently available for viewing.
En 2020, lors de la pandémie de Covid-19, dans le cadre de la programmation spéciale de TVN, ce programme a commencé à être diffusé au hasard à minuit samedi, rencontrant à nouveau un grand succès auprès des téléspectateurs.

## Distribution
La distribution de la série a été très variée au cours de ses près de 16 ans de diffusion, les acteurs suivants apparaissant dans au moins 5 épisodes.
- Patricio Andrade (7 épisodes: 2003-2008)[3]
- Maité Fernández (5 épisodes: 2004-2008)[3]
- María Teresa Palma (5 épisodes: 2003-2008)[3]
- Raúl Roco (5 épisodes: 1995-2007)[3]

## Épisodes
| - 1. Cita con el Amor - 2. Presunta Desgracia - 3. La Berenice - 4. Fue una Pasión - 5. La Llamada Fatal - 6. Por mi Hijo - 7. Volver a Nacer - 8. Yo Acuso - 9. Adiós a los Sueños - 10. La Visita - 11. Dios Existe - 12. La Bodega - 1. El Exorcismo - 2. El Amor de Marjory y Alexander - 3. La Gran Estafa a Las Isapres - 4. Erase una vez una Madre - 5. El Silencio de los Culpables - 6. El Último Adiós - 7. Entre el Amor y los Sueños (Partie 1) - 8. Entre el Amor y los Sueños (Partie 2) - 9. El Resplandor - 10. Escape de la Muerte - 11. El Desencuentro - 12. El Límite - 1. El Silencio de los Culpables - 2. El Penoso Camino de la Violencia - 3. El paredón del desierto (Partie 1) - 4. El paredón del desierto (Partie 2) - 5. Es Tiempo de Vivir - 6. El Camino Sin Regreso - 7. El Corazón en tus Manos - 8. El Terrorista I parte - 9. El Terrorista II parte - 10. El Toro de Quilamuta - 11. El Encuentro Final - 12. El protagonista (Johnny Cien Pesos) - 1. Era un Martes 13 - 2. El Asaltante Solitario - 3. El Sueño Inconcluso (El Extranjero) - 4. En Nombre del Amor - 5. El Charro Dorotea - 6. El Desconocido - 7. Era Solo una Niña - 8. El Viernes Negro - 9. Entre el Miedo y el Dolor - 10. El Regalo - 11. El Día Inolvidable - 1. El Embrujo de Salamanca - 2. El Eterno Castigo - 3. El Pasado - 4. En Un Pueblo del Sur - 5. El Último Grito - 6. El Honor De La Familia - 7. El Padre - 8. El Doctor - 9. El Sepulturero - 10. El Estudiante - 11. El Amante - 12. El Enfermo - 13. El Exorcismo | - 1. El Forastero de la Muerte - 2. El Día de la Crisis - 3. El Sueño Roto - 4. El Elegido - 5. El Niño Jesús - 6. El Dolor de la Inocencia - 7. El Maldito Placer - 8. El Incidente - 9. El Verdugo de la Inocencia - 10. El Profesor - 11. Eran Las Diez - 1. El Crimen Perfecto - 2. El Cautiverio - 3. El Padrastro - 4. El Rubencito - 5. El Desprecio - 6. El Hermano - 7. El Abandono - 8. El Ladrón - 9. El Viaje - 10. El Engaño - 11. El Robo - 1. El Proceso - 2. El Tucho Caldera - 3. El Incidente - 4. El Joya - 5. El Veneno - 6. El Sádico - 7. El Cementerio de Dardignac - 8. El Incendio - 9. El Canciller - 10. El Taxi (Partie 1) - 11. El Taxi (Partie 2) - 12. El Padre - 1. El Mercenario - 2. El Amor Imposible - 3. El Castigo - 4. El Visitante - 5. El Heredero - 6. Entre Cuatro Paredes - 7. El Pirómano - 8. El Diagnóstico - 9. El Arrebato - 10. El Testimonio - 11. El Mano de Tijeras - 1. El Croata - 2. El Portal Lyon - 3. El Cuatrero - 4. El Analfabeto - 5. El Encargo - 6. El Cuidador - 7. Emilio - 8. El Tambor - 9. El Doctor Amor - 10. El Bosque - 11. El Adiós - 12. El Pediatra | - 1. El Alex - 2. Esos Niños (Partie 1) - 3. Esos Niños (Partie 2) - 4. El Único Camino - 5. El Nono y la Pola - 6. El Amante - 7. El Psicópata de Pozo Almonte - 8. El Sicario - 9. El Inculpado - 10. Ella empezó a los trece años - 11. El Séptimo Piso - 12. El Enfrentamiento - 13. El Guardia - 1. El Canero - 2. El Sacerdote - 3. El Colectivo - 4. El Vengador - 5. El Descontrol - 6. El Amor Justiciero - 7. El Policía - 8. El Cumpleaños - 9. Tito Van Damme - 10. El Agobio - 11. El Despedido - 12. El Cuidador - 1. El Guardia - 2. El Hijo Pródigo - 3. El Niño Problema - 4. El Crimen Imperfecto - 5. El Vengador - 6. En el nombre del Padre - 7. El Internado (Partie 1) - 8. El Internado (Partie 2) - 9. En Manos de Dios - 10. El Amigo Íntimo - 11. El Amor de Madre - 12. El Manipulador - 13. El Embaucador - 14. El Desaparecido - 15. Ella Tenía 10 Meses - 16. El Lado Oscuro del Sexo - 17. El Taxi de Alto Hospicio |